# Tomas Thordarson
Tomas Thordarson (ur. w 1974 roku w Danii) – duński piosenkarz, reprezentant Danii w 49. Konkursu Piosenki Eurowizji w 2004 roku.

## Dzieciństwo
Tomas Thordarson urodził się i wychował w Danii, jego ojciec jest Islandczykiem.
Oprócz śpiewania, zawodowo zajmuje się sprzedażą i marketingiem, jest także kierownikiem ds. kluczowych klientów.

## Kariera muzyczna
Thordarson zaczynał swoją działalność muzyczną jako piosenkarz w lokalnych barach i klubach. Niedługo później został wokalistą zespołu Chokolate City grającego muzykę funkowo-soulową. W 2001 roku wziął udział w pierwszej edycji programu Stjerne for en aften. Po udziale w show był wokalistą grupy Latin Fever grającej muzykę latynoamerykańską. W 2002 roku ukazał się singiel Thordarsona – „Stay on the Line”.
W 2004 roku zakwalifikował się na listę finalistów duńskich eliminacji eurowizyjnych Dansk Melodi Grand Prix, do których zgłosił się z utworem „Sig det’ løgn”. W lutym wystąpił w finale selekcji i zdobył w nim największe poparcie telewidzów, dzięki czemu został reprezentantem Danii w 49. Konkursu Piosenki Eurowizji organizowanym w Stambule. Na początku maja wydał swoją debiutancką płytę studyjną zatytułowaną Sig det’ løgn. 12 maja wystąpił w półfinale Konkursu Piosenki Eurowizji z anglojęzyczną wersją piosenki – „Shame on You”, za którą zdobył łącznie 56 punktów, przez co zajął 13. miejsce i nie awansował do finału. Podczas występu towarzyszył mu czteroosobowy chórek. Po udziale w konkursie zagrał kilka koncertów promocyjnych w Islandii, a 4 września zagrał na największym festiwalu muzycznym na Malcie.
W 2005 roku zaśpiewał gościnnie podczas specjalnego koncertu Gratulacje: 50 lat Konkursu Piosenki Eurowizji organizowanego w Kopenhadze z okazji 50-lecia Konkursu Piosenki Eurowizji.

## Dyskografia

### Albumy studyjne
- Sig det’ løgn (2004)

### Single
- 2002 – „Stay on the Line”
- 2004 – „Sig det’ løgn”/„Shame on You”